# Bazylika Matki Bożej Bolesnej w Skrzatuszu
Bazylika i sanktuarium Matki Bożej Bolesnej – sanktuarium maryjne Ziem Północno-Zachodnich w miejscowości Skrzatusz w województwie wielkopolskim, w powiecie pilskim, w gminie Szydłowo. Jest jednym z trzech sanktuariów należących do diecezji koszalińsko-kołobrzeskiej.

## Historia
Drewniany kościół w Skrzatuszu pw. Wniebowzięcia NMP  został poświęcony w 1572 jako kościół filialny parafii pw. św. Mikołaja w Wałczu a w 1575 trafiła do niego XV-wieczna Pietà z wierzbowego  drewna. W 1660 r. biskup poznański Wojciech Tolibowski erygował samodzielną parafię w Skrzatuszu pod wezwaniem Wniebowzięcia Najświętszej Maryi Panny. W latach 1687–1694 nastąpiła fundacja obecnego kościoła przez wojewodę poznańskiego, starostę nowodworskiego Wojciecha z Goraja Brezę jako wotum za odsiecz wiedeńską. W 1701 nastąpiła konsekracja kościoła przez biskupa poznańskiego Hieronima Wierzbowskiego. Sanktuarium Matki Bożej Bolesnej w Skrzatuszu od 2019 roku nosi tytuł bazyliki mniejszej.

## Cudowna Pietà
Pietà skrzatuska powstała w I ćwierci XV wieku. 18 września 1988 roku prymas Polski kard. Józef Glemp ukoronował ją koronami papieskimi.